# Mimi van den Hurk
Mimi van den Hurk (Rotterdam, 24 augustus 1919 – Cuijk, 14 februari 2001) was een Nederlandse verzetsstrijder tijdens de Tweede Wereldoorlog.
Mimi van den Hurk, officieel Marchje Ariaantje van den Hurk-de Jong, was samen met haar echtgenoot Peter van den Hurk lid van de ondergrondse Binnenlandse Strijdkrachten en zorgde er vanuit Meppel voor dat er veel mensen konden onderduiken en valse persoonsbewijzen kregen. Ze was ook betrokken bij het onderbrengen van diverse neergeschoten Engelse en Amerikaanse piloten.
Op 18 december 1944 werden zij en haar man en nog vijf anderen gearresteerd door de SD (Sicherheitsdienst). Zij werd tijdens haar detentie samen met haar man door de Duitse bezetter zwaar gemarteld, maar liet niets los. Haar man wist via een bevriende politieagent een briefje naar buiten te smokkelen waarin hij om hulp vroeg. Op 24 december drong de verzetsgroep van "Ome Hein", Jan Gunnink, het politiebureau van Meppel binnen waarna een schotenwisseling volgde. De overval lukte en Mimi, haar man en enkele andere gevangenen werden bevrijd.
Van den Hurk werd na de oorlog evenals haar man diverse malen onderscheiden voor haar verzetswerkzaamheden, ze kreeg in 1947 de Medal of Freedom en later ook het Verzetsherdenkingskruis. Van den Hurk had met haar man één dochter, Pia, die in 1969 trouwde met de toneelspeler Ko van Dijk.